# Vander Blue
Pour les articles homonymes, voir Blue.
Vander Blue, né le 17 juillet 1992 à Milwaukee au Wisconsin, est un joueur américain de basket-ball.

## Palmarès

### Distinctions personnelles

#### En NCAA
- 1x All-Big East Second Team (2013).

#### En D-League
- NBA D-League All-Star en 2015 et 2016.